# Serie B TV
Serie B TV è stato un pacchetto di 9 canali televisivi della piattaforma a pagamento Europa7 HD, dedicati al calcio più precisamente alla Serie B trasmessi in DVB-T2.

## Storia
Serie B TV fu realizzata durante la stagione 2012-2013 sulla piattaforma a pagamento Europa7 HD grazie ad un accordo con la Lega Nazionale Professionisti Serie B. I canali trasmettevano in diretta nove partite per ciascuna giornata del Campionato di Serie B (erano esclusi un anticipo ed un posticipo i cui diritti terrestri erano già stati ceduti a Mediaset Premium). Furono trasmessi anche i playoff. Le trasmissioni iniziarono in occasione della nona giornata della Serie B 2012-2013 (proposta eccezionalmente in chiaro a tutti i telespettatori dotati di tecnologia DVB-T2), inaugurate alle ore 18 di sabato 13 ottobre 2012 con l'anticipo Juve Stabia-Bari.
L'accordo tra Lega Serie B ed Europa 7 in origine aveva durata triennale (fino alla stagione 2014-15), ma la Lega Serie B al termine della prima stagione decise di accantonare il progetto.
Il direttore editoriale di Serie B TV era Massimo Caputi. Il palinsesto comprendeva anche la trasmissione di highlights, repliche, interviste da bordo campo e dagli spogliatoi, programmi d'approfondimento. La trasmissione B Live, che proponeva prepartita, postpartita, highlights e interviste, era condotta dallo stesso Caputi con Laura Esposto.

## Telecronisti
Molti telecronisti della piattaforma Serie B TV erano condivisi con Premium Calcio, altri ancora con Sportitalia ed Eurosport.
- Andrea Avato
- Gaia Brunelli
- Ricky Buscaglia
- Mario Castelli
- Niccolò Ceccarini
- Claudio Di Nicolantonio
- Andrea Di Staso
- Giampiero Foglia Manzillo
- Matteo Gandini
- Luca Gregorio
- Alessandro Lettieri
- Stefano Peduzzi
- Gianluca Prudenti
- Alberto Pucci
- Vito Romaniello
- Alberto Santi
- Massimo Sarti
- Giangiacomo Secchi
- Flavio Suardi
- Enrico Venni
- Stefano Villa
- Federico Zanon

## Servizi televisivi
| LCN | Servizio televisivo   | Mux DTT    | Data di lancio  |
| --- | --------------------- | ---------- | --------------- |
| 418 | Serie B TV            | Europa7 HD | 13 ottobre 2012 |
| 419 | Serie B TV 2          | Europa7 HD | 13 ottobre 2012 |
| 420 | Serie B TV 3          | Europa7 HD | 13 ottobre 2012 |
| 421 | Serie B TV 4          | Europa7 HD | 13 ottobre 2012 |
| 422 | Serie B TV 5          | Europa7 HD | 13 ottobre 2012 |
| 423 | Serie B TV 6          | Europa7 HD | 13 ottobre 2012 |
| 424 | Serie B TV 7          | Europa7 HD | 13 ottobre 2012 |
| 425 | Serie B TV 8          | Europa7 HD | 13 ottobre 2012 |
| 426 | Serie B TV 9          | Europa7 HD | 13 ottobre 2012 |
| 150 | Serie B TV (Cartello) | Europa7 HD | 13 ottobre 2012 |